# Tilia leptophylla
Tilia leptophylla là một loài thực vật có hoa trong họ Cẩm quỳ. Loài này được (Vent.) Small miêu tả khoa học đầu tiên năm 1903.